# 埃利奥特投资管理
埃利奥特投资管理有限合伙（英語：Elliott Investment Management L.P.），美国投资管理公司，也是世界上最大的积极基金之一。